# أرتيجا
أرتيجا (بالإسبانية: Moisés Arteaga)‏ (1 يونيو 1969 في إسبانيا - ) هو مدرب كرة قدم ولاعب كرة قدم إسباني في مركز الوسط. لعب مع إسبانيول ورايو فايكانو.

## وصلات خارجية
- أرتيجا على موقع قاعدة بيانات كرة القدم.إي يو (الإنجليزية)
- أرتيجا على موقع عالم كرة القدم.نت (الإنجليزية)